# Alexandre de Senarclens
Alexandre de Senarclens, né le 4 juin 1975 à Genève, est un avocat et une personnalité politique genevoise. Membre du Parti libéral-radical, il prend la présidence de la section genevoise en 2015. Il est par ailleurs député au Grand Conseil depuis 2016.

## Biographie
Alexandre de Senarclens naît le 4 juin 1975 à Genève,. Son grand-père est le conseiller d'État et conseiller national libéral Aymon de Senarclens.
Après ses écoles primaires et secondaires à Genthod puis à Versoix, il obtient sa maturité en 1994 à Genève. Il fait des études de droit à Fribourg (et à Cologne). Il y décroche une licence en 1999, complétée quelques années plus tard par un master en droit aux États-Unis, à l'Université de Georgetown. Spécialiste du droit des sociétés, il obtient son brevet d'avocat en 2001 à Genève,.
Il travaille d'abord comme avocat collaborateur dans deux études genevoises, avant de rejoindre en 2010 l'Étude Reiser & Avocats.
Il est marié depuis 2003 à Charlotte de Senarclens, née Fauchier-Magnan, présidente du conseil de fondation de l'Orchestre de la Suisse romande depuis 2021. Le couple a trois enfants,.

## Parcours politique
Il se positionne politiquement comme un libéral. En 2003, il intègre le Parti libéral-radical (PLR) et en devient l'un des membres dirigeants à partir de 2010.
En mai 2015, il succède à Alain-Dominique Mauris à la tête de la section genevoise du PLR.
Depuis septembre 2016, il siège au Grand Conseil à la suite de la démission de Pierre Ronget.
En 2017, il est désigné candidat au Conseil d'État au sein du trio investi par le parti, composé également du conseiller sortant Pierre Maudet et de la cheffe de groupe au parlement Nathalie Fontanet,. Il termine à la 10e place lors du premier tour de l'élection en 2018 mais est élu au Grand Conseil,. Le lendemain, il annonce son retrait pour le second tour, afin de favoriser les chances de succès des candidats de l'Entente (coalition PLR / PDC). Il attribue son échec à son déficit de notoriété auprès de l'opinion, n'étant député que depuis moins de deux ans.
Il tient un blog politique et économique sur le site du quotidien la Tribune de Genève.

### Présidence du Parti libéral-radical
Durant sa présidence, il met l'accent sur l'économie et les finances. Il défend également une approche consensuelle des problèmes et met en avant sa connaissance du tissu économique local. Dans les débats sur la troisième réforme fédérale de l'imposition des entreprises (RIE III), il dénonce les positions des partis concurrents comme les socialistes qu'il considère ne pas jouer le jeu de la négociation. Lors de la campagne électorale cantonale, il enjoint également aux candidats de gauche d'apporter leur soutien à la réforme fiscale PF17.
À partir de l'automne 2016, il mène une politique d'assouplissement de la position du PLR envers la fonction publique. Ainsi, début 2017, il porte sur le devant de la scène un nouveau positionnement de son parti sur le sujet. Il déclare ainsi que le PLR doit abandonner certaines idées trop conflictuelles et dont l’efficacité est contestable (par exemple le salaire au mérite) et se rapprocher des salariés du secteur public. Il procède à une critique plus structurelle du fonctionnement administratif, mettant en cause le grand nombre de directives et le manque de certaines compétences managériales.
Durant la campagne électorale pour les élections 2018 au Conseil d'État et au Grand Conseil, il rejette l'idée d'un plafonnement des dépenses de campagne, alors que le parti libéral-radical se révèle être l'un des plus dépensiers pour cette échéance électorale.
Dans le cadre de l'affaire Maudet, il appelle le conseiller d'État à présenter sa démission afin notamment de préserver l'unité du PLR et l'image de responsabilité du parti envers la population. Désavoué par la base du parti, qui apporte son soutien à Pierre Maudet en janvier 2019, il démissionne de la présidence du PLR Genève conformément à ce qu'il avait annoncé.

## Autres fonctions
Il est président du Salon international de l'automobile de Genève et de son édition au Qatar depuis 2023.